# قهرمانی وزنه‌برداری جهان ۱۹۰۴
قهرمانی وزنه‌برداری جهان ۱۹۰۴ پنجمین دوره از رقابت‌های قهرمانی جهان می‌باشد که از ۱۷ تا ۱۸ آوریل ۱۹۰۴ در وین، اتریش برگزار گردید.

## خلاصه مدال‌ها
| رویداد   | طلا             | نقره        | برنز              |
| وزن آزاد | Josef Steinbach | Josef Grafl | Johann Staudinger |

## جدول مدال‌ها
| رتبه           | کشور           | طلا | نقره | برنز | مجموع |
| -------------- | -------------- | --- | ---- | ---- | ----- |
| ۱              | اتریش          | ۱   | ۱    | ۱    | ۳     |
| مجموع (۱ کشور) | مجموع (۱ کشور) | ۱   | ۱    | ۱    | ۳     |